# Francisco Paulo de Almeida
Francisco Paulo de Almeida, primeiro e único Barão de Guaraciaba (Lagoa Dourada, 10 de janeiro de 1826 — Rio de Janeiro, 9 de fevereiro de 1901), foi um cafeicultor, banqueiro, empresário e tropeiro brasileiro. Notabilizou-se por ter sido um dos mais proeminentes capitalistas de seu tempo e o mais bem-sucedido homem negro do Brasil Monárquico. Com uma fortuna estimada em setecentos mil contos de réis, seu império econômico abrangia dezenas de fazendas de café no Vale do Paraíba, a fundação de dois bancos, investimentos em ferrovias, companhias de eletricidade e uma firma de importação e exportação. Foi também proprietário do emblemático Palácio Amarelo em Petrópolis, hoje sede da Câmara Municipal da cidade.
Sua trajetória de ascensão social e econômica, partindo de origens humildes, e sua posição como um nobre negro em uma sociedade escravocrata o tornam uma figura de excepcional interesse na história do Brasil.

## Biografia

### Origens e Ascensão
Francisco Paulo de Almeida nasceu em 10 de janeiro de 1826, em Lagoa Dourada, então um distrito de São João del-Rei, na província de Minas Gerais. Era filho de António José de Almeida, um português, e de Galdina Alberta do Espírito Santo, uma mulher negra. Foi batizado na Matriz de Santo Antônio, tendo como padrinhos o Capitão Domingos de Souza e sua esposa, Dona Maria Inácia. Sua condição de filho legítimo, algo incomum para filhos de uniões inter-raciais na época, e o fato de seus pais terem se casado, sugerem que sua família já possuía alguma estabilidade social.
Iniciou sua vida profissional como ourives, especializando-se na confecção de botões de colarinho. Para complementar sua renda, usava seu talento como violinista, tocando em festas e até em enterros. Contudo, sua grande oportunidade surgiu com o tropeirismo. Atuando no transporte de mercadorias, especialmente o café, acumulou o capital inicial que lhe permitiria dar o grande salto em seus negócios. Sua rota frequente entre Minas Gerais e o porto do Rio de Janeiro o inseriu no coração da economia cafeeira, a mais dinâmica do Império.
Em 1860, Francisco adquiriu sua primeira propriedade rural, a Fazenda do Pocinho, na Freguesia de São Sebastião do Rio Bonito, município de Valença. Menos de três anos depois, em 1863, ele já era considerado um "abastado capitalista" e "abastado fazendeiro" nos registros do Almanak Laemmert. Este foi o ponto de partida para a construção de seu vasto império.

### O Império Econômico de um Capitalista do Império
O Barão de Guaraciaba foi um dos grandes capitalistas de seu tempo, com uma visão de negócios que ia muito além da lavoura cafeeira. Seu império era diversificado, abrangendo fazendas, bancos, indústria e infraestrutura.

#### Cafeicultura no Vale do Paraíba
O café foi a base da fortuna de Francisco Paulo de Almeida. Ele se tornou um dos maiores cafeicultores do Vale do Paraíba, região que era o motor da economia brasileira no século XIX. Foi proprietário de um vasto complexo de fazendas nos estados de Minas Gerais e Rio de Janeiro, incluindo:
- Fazenda do Pocinho (Barra do Piraí/Vassouras, RJ)
- Fazenda Veneza (Conservatória, RJ), posteriormente adquirida pela família de Lily Marinho[1]
- Fazenda Santo Antônio do Rio Bonito
- Fazenda da Conservatória
- Fazenda Santa Fé
- Fazenda Três Barras
- Fazenda Santa Clara
- Fazenda Piracema

Em seu auge, suas propriedades chegaram a ter mais de mil escravizados e produziam dezenas de milhares de arrobas de café anualmente, que eram exportadas através de sua própria firma de importação e exportação.

#### Atuação no Setor Financeiro
Com o capital acumulado, o Barão expandiu seus negócios para o setor financeiro, que estava em plena expansão. Ele foi uma figura central na criação de duas importantes instituições bancárias em Minas Gerais:
- Banco de Crédito Real de Minas Gerais: Foi um dos sócio-fundadores e maiores acionistas, criado em 1889 em Juiz de Fora. O banco desempenhou um papel crucial no financiamento da economia mineira.[3]
- Banco Territorial de Minas Gerais: Também foi sócio-fundador, reforçando sua posição como um dos principais capitalistas da região.[3]

Sua participação ativa no setor bancário demonstra sua visão moderna de negócios, reinvestindo os lucros do café em atividades de crédito e financiamento.

#### Outros Empreendimentos
Além do café e dos bancos, o Barão de Guaraciaba investiu em setores estratégicos para a modernização do país:
- Infraestrutura Ferroviária: Foi acionista da Estrada de Ferro Santa Isabel do Rio Preto, demonstrando interesse na logística de escoamento da produção agrícola.[3]
- Energia: Participou da fundação da Companhia Mineira de Eletricidade, um empreendimento pioneiro em Minas Gerais.[3]
- Comércio Exterior: Possuía uma firma de importação e exportação no Rio de Janeiro, que lhe permitia controlar o fluxo de seus produtos e maximizar seus lucros.[3]

### O Barão Negro: Nobreza, Raça e Escravidão

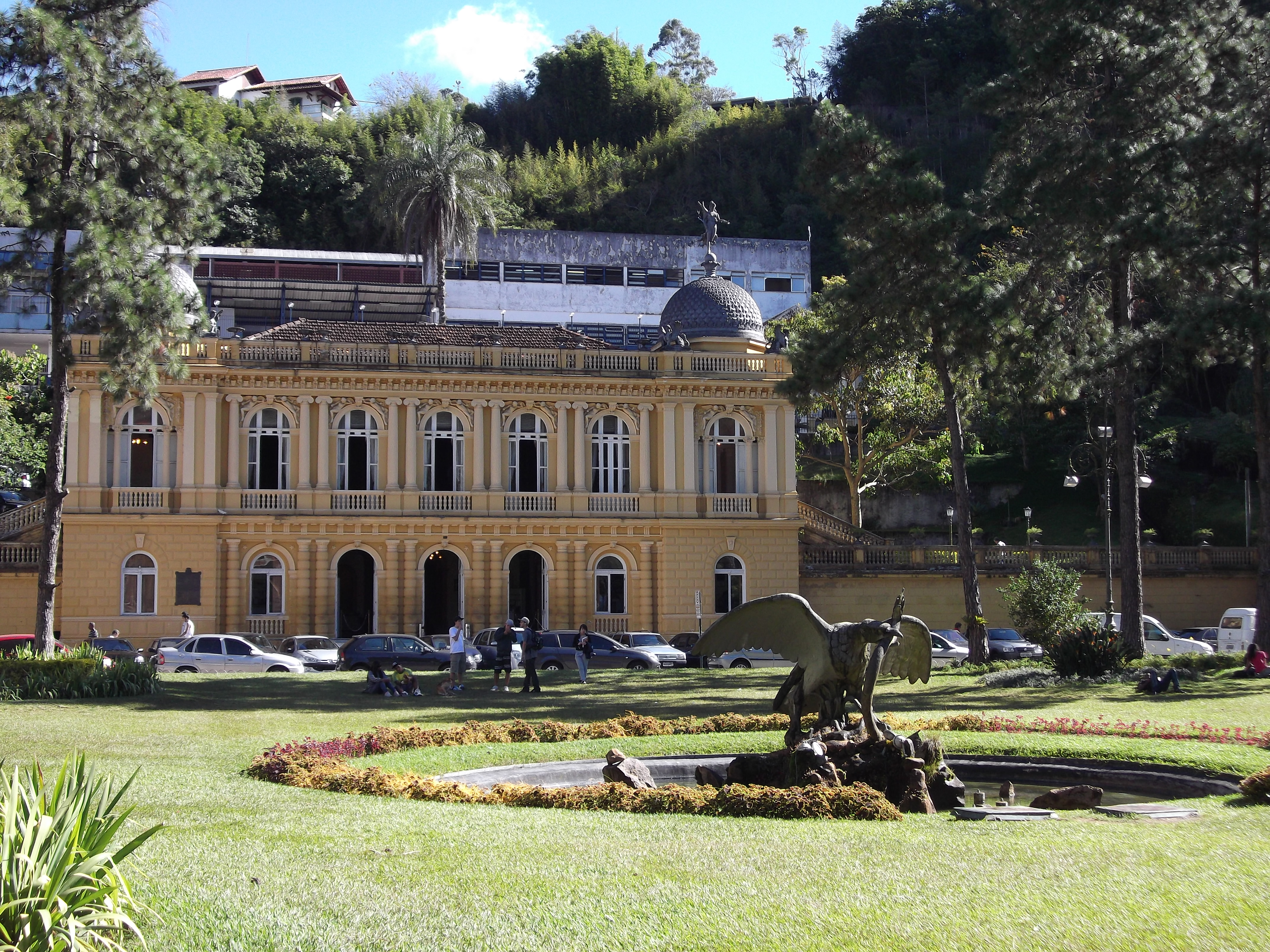
Palácio Amarelo, em Petrópolis: Antiga propriedade do Barão de Guaraciaba e atual sede da Câmara Municipal.

A trajetória de Francisco Paulo de Almeida é indissociável das complexas relações raciais do Brasil Império. Em 16 de setembro de 1887, foi agraciado pelo Imperador Dom Pedro II com o título de Barão de Guaraciaba, tornando-se o primeiro e único nobre negro do Império. O título, cujo nome significa "sol de penas amarelas" em tupi, coroava uma carreira de imenso sucesso financeiro e social.
Sua posição como um homem negro e, ao mesmo tempo, um dos maiores proprietários de escravizados do país, é um ponto central e controverso de sua biografia. O historiador Carlos Alberto Dias Ferreira, seu principal biógrafo, argumenta:
| “ | Não se trata de uma contradição ele ter sido negro e dono de escravos, pois tinha consciência do período em que vivia e precisava de mão de obra para tocar suas fazendas. E a mão de obra disponível era a escrava. | ” |

A posse de escravizados por negros e mulatos não era um fenômeno isolado, mas o caso do Barão de Guaraciaba é notável pela escala de seu patrimônio humano. Em 1872, um anúncio no jornal Gazeta de Notícias reportava a fuga de um escravizado de "Francisco Paulo de Almeida, em Conservatória", um pequeno vislumbre da realidade da escravidão em suas terras.
Sua ascensão à nobreza e seu poder econômico não o isentaram do racismo estrutural da sociedade da época. Após a Proclamação da República, ele adquiriu o suntuoso Palácio Amarelo em Petrópolis, antiga residência da Princesa Isabel, para servir de sua moradia. No entanto, sua presença como um homem negro ocupando um espaço tão simbólico da elite incomodou a nova liderança republicana da cidade. A Câmara Municipal, alegando necessitar de uma sede, pressionou-o incessantemente até que ele, em 1894, vendesse o imóvel ao poder público por um valor abaixo do mercado.

### Vida Pessoal e Familiar
O barão foi casado com Brasília de Almeida (1844-1889), que se tornou a Baronesa de Guaraciaba. O casal teve dezenove filhos, dos quais onze sobreviveram e chegaram à idade adulta. Os filhos homens foram enviados para estudar na França, um costume da elite brasileira da época, recebendo uma educação esmerada. Com a morte do pai, alguns de seus herdeiros adotaram o sobrenome Guaraciaba, em homenagem ao título nobiliárquico.
Foram seus filhos:
- Mathilde de Almeida
- Adelaide de Almeida
- Cristina de Almeida
- Adelina de Almeida
- Seberlina de Almeida
- Paulo de Almeida
- Artur de Almeida
- Mário de Almeida
- Francisco de Almeida
- Raul de Almeida
- Paulo de Almeida Guaraciaba

A família residia entre suas fazendas e uma chácara no bairro de Botafogo, no Rio de Janeiro.

### Atuação Filantrópica
Como era comum entre os grandes magnatas de seu tempo, o Barão de Guaraciaba também se dedicou à filantropia. Sua principal obra de beneficência foi na Santa Casa de Misericórdia de Valença (RJ), cidade onde possuía importantes negócios. Ele foi provedor da instituição, contribuindo com vultosas somas para sua manutenção e para a construção de uma nova capela. Sua atuação filantrópica era uma forma de reforçar seu status social e demonstrar seu compromisso com a comunidade local.[carece de fontes?]

### Morte e Legado
O Barão de Guaraciaba faleceu em 9 de fevereiro de 1901, em sua residência no Rio de Janeiro. Sua morte foi noticiada nos principais jornais da capital. Sua imensa fortuna, que incluía fazendas, imóveis urbanos, ações de bancos e companhias, foi partilhada entre seus onze filhos.
Seu neto, o jornalista e escritor Raul de Almeida Guaraciaba, organizou o acervo documental da família, que tem sido fundamental para os estudos sobre sua vida. A trajetória de Francisco Paulo de Almeida, por muito tempo esquecida pela historiografia tradicional, vem sendo resgatada como um exemplo singular de mobilidade social e da complexidade das relações de poder e raça no Brasil do século XIX.

## Descendência
O Barão e a Baronesa de Guaraciaba tiveram dezenove filhos, dos quais sobreviveram:
- Mathilde de Almeida (e Souza).
- Adelaide de Almeida.
- Cristina de Almeida.
- Adelina de Almeida.
- Seberlina de Almeida.
- Paulo de Almeida.
- Artur de Almeida.
- Mário de Almeida.
- Francisco de Almeida.
- Raul de Almeida.
- Paulo de Almeida Guaraciaba.

Seus filhos homens, após retornarem de seus estudos na França, seguiram diferentes carreiras, e alguns, como mencionado, adotaram o sobrenome Guaraciaba.